# Sympterichthys unipennis
Sympterichthys unipennis is een straalvinnige vissensoort uit de familie van voelsprietvissen (Brachionichthyidae). De wetenschappelijke naam van de soort is voor het eerst geldig gepubliceerd in 1817 door Cuvier. De soort werd in 1802 ontdekt door de Franse bioloog François Péron, sindsdien is de soort niet meer officieel waargenomen. Om die reden is de soort in augustus 2020 officieel uitgestorven verklaard.